# Kaçış
Kaçış (bra: A Fuga) é uma série de drama turca produzida pela O3 Medya e Same Film para a The Walt Disney Company. A história é de Engin Akyurek, com o roteiro escrito escrito por Ali Dogancay, e é produzida por Saner Ayar e Omer Durak. A série estreou em 14 de junho de 2022 no Disney+ via Star.

## Sinopse
Um fotógrafo de guerra, Mehmet, Ilker, seu amigo repórter, e um grupo da Alemanha, juntamente com o ativista Zeynep, atravessam a fronteira ilegalmente para visitar um vilarejo Yazidi. O vilarejo é atacado por uma organização terrorista radical e eles são capturados. Eles vão ter que lutar para sobreviver e fugir.

## Elenco
- Engin Akyurek como Mehmet Yucel
- Irem Helvacioglu como Zeynep Karaca
- Levent Ulgen como Abu Abidin
- Aras Aydin como Fadil
- Leyla Tanlar como Nevi
- Deniz Baysal Yurtcu como Elvin
- Ozgur Cevik como Robert
- Baía de Onur como İlker Lalik
- Adem Yilmaz como Noé
- Huseyin Ilhan como Paul
- Aziz Capkurt como Abu Zalim
- Serkan Young como Musaf
- Sezgin Uzunbekiroglu como Fátima
- Taha Bora Elkoca como Ahmet
- Dilan Gulmez como Ayse
- Gizem Ozmen como Nursev
- Mert Ozbek como John
- Mohammed Al Shama como Jamal
- Mehmet Ali Silver como Serkan
- Hilal Arda Uysal como Pelin

## Episódios
| N.º | Título                 | Dirigido por      | Escrito por                                             | Exibição original   |
| --- | ---------------------- | ----------------- | ------------------------------------------------------- | ------------------- |
| 1   | "Dönüş Yok"            | Yağız Alp Akaydın | História por : Engin Akyürek Roteiro por : Ali Dogancay | 14 de junho de 2022 |
| 2   | "Ölmekten Beter"       | Yagiz Alp Akaydin | História por : Engin Akyürek Roteiro por : Ali Dogancay | 22 de junho de 2022 |
| 3   | "Kurtuluş Bileti"      | Yagiz Alp Akaydin | História por : Engin Akyürek Roteiro por : Ali Dogancay | 29 de junho de 2022 |
| 4   | "Kim Olduğunu Biliyor" | Yagiz Alp Akaydin | História por : Engin Akyürek Roteiro por : Ali Dogancay | 6 de julho de 2022  |
| 5   | "Şeytan Sofrası"       | Yagiz Alp Akaydin | História por : Engin Akyürek Roteiro por : Ali Dogancay | 13 de julho de 2022 |
| 6   | "Bir Ölü, Bir Diri"    | Yagiz Alp Akaydin | História por : Engin Akyürek Roteiro por : Ali Dogancay | 20 de julho de 2022 |
| 7   | "Adım Nevi"            | Yagiz Alp Akaydin | História por : Engin Akyürek Roteiro por : Ali Dogancay | 27 de julho de 2022 |
| 8   | "Özgürlüğe Yüz Metre"  | Yagiz Alp Akaydin | História por : Engin Akyürek Roteiro por : Ali Dogancay | 3 de agosto de 2022 |